# カレン・グラッスル
カレン・グラッスル（Karen Grassle、1942年2月25日 - ）は、アメリカ合衆国の女優。日本では名字の読み方を間違えられていて、本当は「グラッスル」ではなく「グラスリー」と読む。

## 来歴
1942年(1940等説あり)米カリフォルニア州バークレーで生まれる。6歳でアメリカのテレビドラマ Love of Life にゲスト出演する。カリフォルニア大学バークレー校に入学し、その後ロンドンに演劇留学する。1969年、'The Gingham Dog’  という劇でブロードウェイ・デビューを果たす。オーディションでアメリカの大ヒットドラマ、大草原の小さな家の主人公ローラの母キャロライン・インガルス役に選抜され、名声を得る。
また、かなりの女権主義者として知られていて、脚本と主演を担当したNBCのテレビ映画 Battered は女権を意識して制作したという。尚、Batteredは夫から暴力を受けて苦しむ三人の女性の話であった。この作品についてのインタビューでは夫から暴力を受けたことはないと話している。しかしながら、一人の交際相手からは何度も殴り飛ばされた経験はあるとも語っていた。「男に暴力を振るわれる恐ろしさは身に染みて分かっているようだ」と報道されていた。
尚、大草原の小さな家のオーディションを受けた時はギャブリエル・ツリーという芸名を使っていたが、合格後に共演のマイケル・ランドンに説得され、本名で出演することに決める。しかし、NBCによる「大草原の小さな家」の番宣で名前を「グラッスル」と間違えられてしまったことにより、日本でも未だ間違えられたままの状態なのである。また、ギャブリエル・ツリーという名の前にはケイ・ディリンガーという芸名も使っている。
三回の結婚歴がある。一回目は俳優のレオン・ラッソム。二回目は1982年、J・アレン・ラッドフォードという不動産屋だった。三回目はスコット・T・サザーランドという医者で、2000年に離婚し、それ以来は独身。ラッドフォードとの間にリリー・ラッドフォードという名の養子がいる。

## 大草原の小さな家
芸名でオーディションを受け見事合格した彼女は日本でも放送されたこのアメリカのテレビドラマで優しい母親、キャロライン(母さん)を演じ、ブレイクする。製作総指揮と脚本、主演を務めたマイケル・ランドンは「(彼女からは)当時の女性が持つ誇り高さや清楚なものを感じた」とオーディションのことを話した。また、ローラ役を演じたメリッサ・ギルバートも「カレンは絶世の美人で、私の憧れだった。近くに立っていたり、香りを嗅いでみたり、同じ髪型にしてみたりしたら、あのくらい美しい容姿で、あのくらい素晴らしい演技ができるかな、なんて思っていた。今も似ていたいと思う」と話していて、影響されたという。
しかしその反面、マイケル・ランドンとの不仲説、台詞の少なさやいつも「物静かでお人好し」なキャロライン役に腹を立てた、などの裏話もある。実際、メアリー役のメリッサ・スー・アンダーソンは本でカレンが腹を立て、ある日セットから出て行って楽屋に閉じこもってしまったという話を暴露している。だが、本人は2006年のインタビューで「両親としてではなく、カップルとしてマイケルといるのは凄く楽しかった」と言っている。
一番好きなエピソードは第一シーズンの「わたしの母さん」だと言っている。また、一番撮影を楽しみにしていたのは第二シーズンの「母さんの傷」や第四シーズンの「メアリーの悩み」だったらしい。

## 出演作品
- ワイアット・アープ（サザーランド夫人）
- コカイン／戦慄の罠
- マルサ帝国をぶっとばせ!
- パニック・イン・エアポート
- 大草原の小さな家（母さん（キャロライン・インガルス））
- Battered (脚本・主演)

## CM
不二家 カントリーマアム (1980年頃)